# Mario Scelba
Mario Scelba (5 de septiembre de 1901 en Caltagirone, Sicilia - 29 de octubre de 1991 en Roma, Italia) fue un político italiano que ocupó el cargo de primer ministro desde febrero de 1954 a julio de 1955. Fue Presidente del Parlamento Europeo desde 1969 a 1971.

## Biografía

### Primeros años
Scelba nació en Caltagirone, Sicilia, era hijo de un campesino pobre que trabajaba en las tierras del sacerdote Luigi Sturzo, uno de los fundadores del Partido Popular Italiano (Partito Popolare Italiano, PPI). Fue ahijado y protegido de él, estudió derecho y se graduó en la Universidad de Roma. Sturzo pagaba sus estudios y lo contrató como su secretario privado. Cuando los fascistas suprimieron el PPI, Sturzo debió exiliarse (en Brooklyn, una parte del tiempo), mientras él permaneció en Roma como su agente. Escribió artículos para el periódico "Il Popolo", durante la Segunda Guerra Mundial. Fue arrestado por los alemanes, fue liberado tres días después como cajón de sastre sin valor.
Tras la liberación por las fuerzas aliadas, se incorporó en Roma al Partido Democracia Cristiana (DC). En 1945, Scelba ganó escaño en la Asamblea Constituyente y entró en el gobierno antifascista de Ferruccio Parri como Ministro de Correos y Telecomunicaciones, puesto que mantiene en los dos sucesivos gobiernos de Alcide de Gasperi.

### Muerte
Murió el 29 de octubre de 1991 de trombosis en Roma.